# Mariano Falcini
Mariano Falcini (Campi Bisenzio, 10 maggio 1804 – Firenze, 11 novembre 1885) è stato un architetto italiano.

## Biografia
Si diplomò all'Accademia di belle arti di Firenze con Giuseppe Cacialli.
Dopo un periodo di perfezionamento, divenne aiuto di Pasquale Poccianti, facendo carriera nello Scrittoio delle Regie Fabbriche.
Nel 1850 fu nominato professore dell'Accademia fiorentina di Belle Arti, in cui si era formato.
Quindi divenne collaboratore del grande architetto fiorentino Giuseppe Poggi, l'autore del piano di sistemazione urbanistica per Firenze negli anni sessanta del XIX secolo.

## Opere
Tra le opere di Falcini si ricordano:
- l'Istituto Tecnico Toscano a Firenze, in Via San Gallo nell'ex convento delle Cavalieresse di Malta (1853);
- la Fontana del Pescatorello nella Piazza del Duomo a Prato (1861);
- il Cimitero delle Porte Sante a Firenze (1865);
- il Teatrodante Carlo Monni di Campi Bisenzio (1873), già Teatro Dante fino al maggio 2014;
- la Sinagoga di Firenze (1875);
- il Palazzo Pennisi di Floristella ad Acireale;
- le Terme Santa Venera ad Acireale.
- L'Osservatorio astrofisico di Arcetri a Firenze.

A tali opere si aggiungono varie sistemazioni a Cortona (Basilica di Santa Margherita), Pietrasanta (Duomo), Oristano (monumento alla giudichessa Eleonora d'Arborea) e Firenze.
Inoltre, si interessò alla progettazione della facciata di Santa Maria del Fiore, a Firenze, elaborando, sin dal 1851 diverse soluzioni e partecipando ai successivi concorsi, dai quali, tuttavia, uscì vincitore il progetto di Emilio De Fabris.